# Étienne de La Boétie
Étienne de La Boétie, en occità Esteve de La Boetiá, (Sarlat e la Canedat (Perigord), 1 de novembre de 1530 - Germinhan (Bordeus), 18 d'agost de 1563) va ser un escriptor, filòsof i polític francès del Renaixement.

## Orígens familiars
Procedia d'una família de la burgesia cultivada que prestat donat suport a la monarquia en detriment del feudalisme. En morir el seu pare fou educat per un oncle eclesiàstic a la cort del bisbe de Sarat, l'erudit Nicolo Gaddi, parent dels Mèdici que feu de la petita ciutat provincial un centre de difusió de l'humanisme italià.

## Biografia
Estudià dret a la Universitat d'Orleans, que en era font activa de difusió de l'Humanisme i de la Reforma. Allí fou deixeble del jurista Anne du Bourg (Riom, 1521 – París, 23 desembre 1559), que morí a la foguera condemnat com a heretge protestant. La Boétie va ser Conseller en el Parlament de Bordeu a 23 anys i, tenint com a company Michel de Montaigne, va seguir de forma activa les tesis moderades de Montaigne en defensa de la tolerància religiosa. Morí víctima de la pesta el 18 d'agost de 1563 a 32 anys.

## Obra

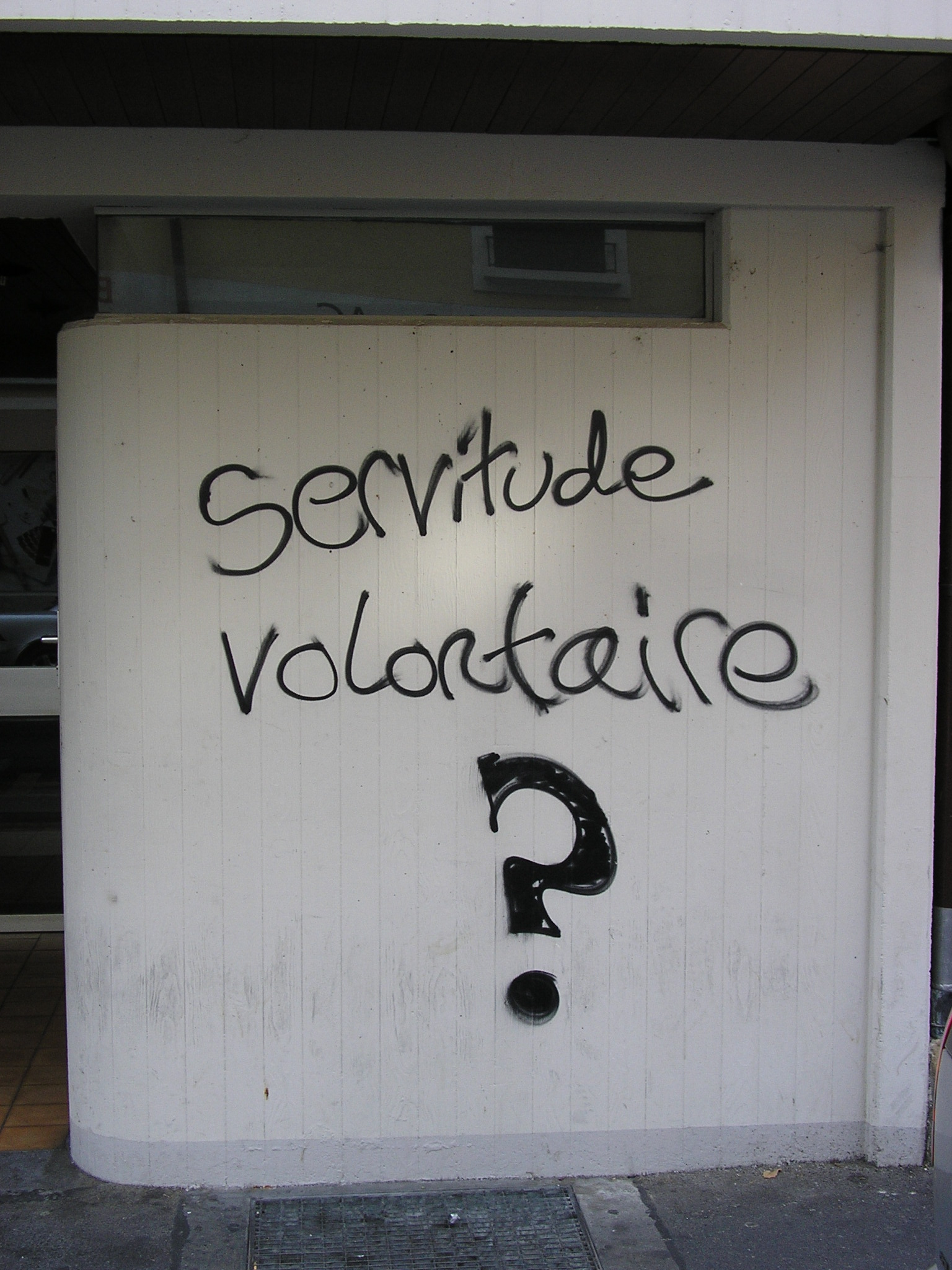
Graffiti a Ginebra (Suïssa), 2007

La seva obra de referència és Discurs sobre la servitud voluntària o contra l'un, on exalta la llibertat i combat la tirania i que, segons Montaigne, hauria escrit entre els setze o els divuit anys (és a dir, entre 1546 i 1548) i que posteriorment havia revisat a la universitat d'Orleans. Els manuscrits del text mostren que La Boétie era un perfecte humanista del Renaixement. No debades havia traduït Xenofont i Plutarc al francès i per això al Discurs es trasllueix l'orgull de ser un d'aquells «antibàrbars» de qui parlava Erasme.
El Discurs va ser publicat pòstumament per Montaigne per primera volta el 1574 i és considerat una requisitòria contra l'absolutisme, perquè hi recull de forma rigorosa els interessos de què se serveixen els tirans per a reeixir en els seus objectius. Aquest text va tenir una gran fortuna, especialment en àmbits protestants al llarg del segle xvii i és un clàssic del republicanisme polític en la mesura que, simbòlicament, se'l considera el model de manifest polític d'oposició. Per primer cop, almenys en el context cultural francès, es va trencar amb la concepció domèstica i paternalista del poder polític, pròpia de l'època medieval per analitzar les relacions de submissió des d'un punt de vista estrictament polític i públic.
Al Discurs el poble no té encara dignitat cívica i política (és le gros populas) i es confon amb la massa, pesada i informe, val a dir, amb la multitud que per pròpia culpa es veu oprimida. Però el text és la primera anàlisi significativa del procés de fascinació que exerceix el poder sobre els seus súbdits i, en aquest sentit, la seva modernitat és impactant. Per a La Boétie els pobles s'han deixat esclavitzar en la mesura que s'han deixat embastardir (abâtardir) i estupiditzar (abêtir). La tirania és un règim que es fonamenta en la complicitat entre el tirà i aquells a qui afavoreix i en la subjecció del poble, no tan sols a través de la por, sinó també per la fascinació. El costum i l'hàbit tenen un paper nefast perquè desnaturalitzen l'home i són la causa de la seva submissió. Per això mateix els homes que no han conegut la llibertat ni tan sols la troben a faltar. El dret a la insurrecció política és una conseqüència de la llibertat humana i una reacció natural contra el mal govern. Per a La Boétie el tiranicidi és un dret natural perquè restableix la llibertat de tots. En cap cas, però, la insurrecció o la desobediència civil no és un dret absolut, sinó que ha de tenir com a conseqüència l'assoliment dels ideals de Pax et Lex, els sols sobre els quals pot fonamentar-se un govern just.